# Гамзе Булут
Гамзе Булут  (тур. Gamze Bulut, 3 серпня 1992) — турецька легкоатлетка, що здобула срібну медаль літніх Олімпійських ігор 2012 року в Лондоні, але була позбавлена її через порушення антидопінгових правил.

## Виступи на Олімпіадах
| Олімпіада   | Дисципліна         | Місце |
| ----------- | ------------------ | ----- |
| Лондон 2012 | біг на 1500 метрів | DQ    |